# امپراتور کانگ جین
امپراتور کانگ جین (۳۲۲ الی ۱۷ نوامبر ۳۴۴) با نام شخصی سیما یوئه و نام محترم شیتونگ، چهارمین امپراتور جین شرقی و نهمین امپراتور از خاندان سیما بود. او برادر کوچکتر امپراتور چنگ جین و پسر امپراتور مینگ بود. دوران حکومت او تنها ۲ سال به طول انجامید و پس از او پسرش سیما دان با نام سلطنتی امپراتور مو جین بر تخت نشست.